# St. Martin (Scheffau)

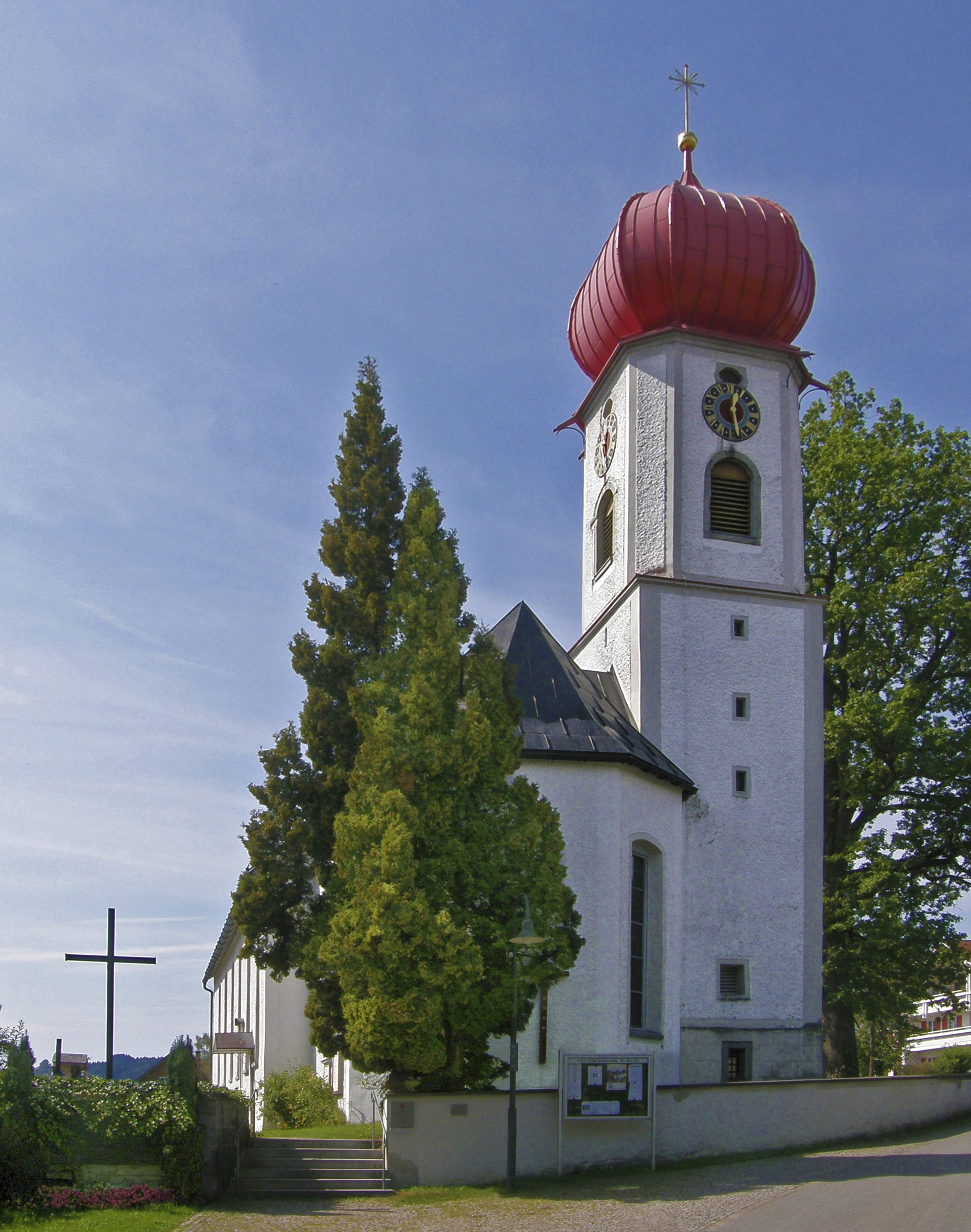
Kirche St. Martin in Scheffau

St. Martin ist eine katholische Pfarrkirche in Scheffau im Westallgäu. Das dem heiligen Martin von Tours geweihte Gotteshaus stammt aus dem 18. Jahrhundert.

## Pfarrgeschichte
Erzählungen nach sollen 1494 zwei Ordensfrauen Scheffau eine kleine Kapelle gestiftet haben, ein regelmäßiger Sonntagsgottesdienst wurde aber erst ab dem Jahr 1514 von den Kaplänen aus Weiler gehalten. Nachdem Bevölkerung und finanzielle Mittel genügend angewachsen waren, konnte im Jahr 1694 die Pfarrei Scheffau von Weiler separiert werden und einen eigenen Pfarrer erhalten. Da die bisherige Kapelle zu klein geworden war, wurde in den Jahren 1788/1789 die heutige Pfarrkirche St. Martin erbaut. Die zweimanualige Orgel ist aus dem Jahr 2001 und wurde von Leo Werbanschitz und Josef Maier erbaut. Die Pfarrei Scheffau, die bis 1984 einen eigenen Pfarrer hatte und zwischenzeitlich von den Pfarrern der Pfarrei Scheidegg betreut wurde bildet seit 2016 gemeinsam mit St. Gallus in Scheidegg und St. Peter und Paul in Lindenberg die Pfarreiengemeinschaft Pfänderrücken im Dekanat Lindau des Bistums Augsburg.

## Sonstiges
- Die Kirche ist unter der Nummer D-7-76-125-34 in die Bayerische Denkmalliste eingetragen.[5]
- Das zur Gemeinde gehörige Pfarrhaus ist ebenfalls denkmalgeschützt und liegt direkt neben der Kirche.